# Leighton (Alabama)
Leighton – miasto w Stanach Zjednoczonych, w stanie Alabama, w hrabstwie Colbert. W roku 2023 miasto zamieszkiwały 653 osoby, a gęstość zaludnienia wynosiła 251,2 osoby/km².